# Łukasz Wordliczek
Łukasz Wordliczek (ur. 1973) – polski politolog, doktor habilitowany nauk społecznych, profesor uczelni Uniwersytetu Jagiellońskiego. Wykładowca w Instytucie Amerykanistyki i Studiów Polonijnych UJ.

## Kariera naukowa
7 maja 2002 r. uzyskał na Wydziale Studiów Międzynarodowych i Politycznych UJ stopień doktora nauk humanistycznych w dyscyplinie nauk o polityce na podstawie pracy Kształtowanie się uprawnień prezydenta USA w dziedzinie polityki zagranicznej. Studium okresu po II wojnie światowej, której promotorem był Andrzej Mania. 10 grudnia 2013 r. uzyskał na tym samym wydziale i w tej samej dyscyplinie habilitację na podstawie dorobku naukowego i rozprawy Mechanizmy kontynuacji/zmiany polityki zagranicznej na przykładzie USA po II wojnie światowej.
W macierzystym instytucie należy do zespołu Zakładu Amerykanistyki.